# ジャシン農業博物館
ジャシン農業博物館（ジャシンのうぎょうはくぶつかん; マレー語: Muzium Pertanian Jasin）は、マレーシアムラカ州ジャシン郡にある博物館。

## 歴史
この博物館は1990年10月に公開された。